# Sociedad de la Lanza Roja
La Sociedad de la Lanza Roja comenzó como un movimiento de autodefensa rural en Henan, Hebei y Shandong en el norte de China durante la era de los señores de la guerra en la década de 1920. Éstos eran grupos locales de pequeños propietarios y arrendatarios organizados para defender las aldeas contra bandidos en movimiento, señores de la guerra, recaudadores de impuestos o comunistas chinos o japoneses más tarde. Durante la mayor parte del período de la República de China, la Sociedad de la Lanza Roja representó un desafío para el control gubernamental en el norte de China. Eran similares en naturaleza a la Sociedad de las Grandes Espadas.
Debido a una gran inmigración al noreste de China para escapar del caos en el norte de China, también estuvieron activos en Manchuria, formando parte de los ejércitos de voluntarios antijaponeses que se oponían al establecimiento japonés de Manchukuo en 1932.
En Manchuria, los miembros de la hermandad fueron descritos como "personas de mente primitiva" que depositaron su fe en la magia rústica y la creencia en la recompensa celestial del carácter justo. Los Lanzas Rojas formados en el campo alrededor de Harbin eran dirigidos en muchos casos por monjes budistas cuando iban a la batalla, y sus armas estaban decoradas con inscripciones mágicas similares a las de los rebeldes Bóxers. Se utilizó el color rojo, ya que se creía que les ofrecía protección contra los desastres.
Algunos miembros de la Sociedad fueron absorbidos por el Ejército Rojo Chino durante la segunda guerra sino-japonesa o por el Ejército Popular de Liberación en la guerra civil china. En 1953, el gobierno del Partido Comunista Chino lanzó una campaña de supresión contra las Hui-Dao-Men ("Sociedades-Vías-Hermandades"), erradicándolos del continente chino. Han reaparecido algunas de sus ramificaciones, reintroducidas por los seguidores chinos que vivían en el extranjero.